# Leo Sayer
Leo Gerard Hugh Sayer (født 21. maj 1948 i Shoreham-by-Sea, Sussex) er en engelsk Grammy-vindende singer-songwriter, musiker og entertainer, der står bag adskillige hitsingler. 
Hans første store hit var "You Make Me Feel Like Dancing" fra 1976, der lå nr. 1 på både den britiske UK Singles Chart, amerikanske Billboard Top 100 og canadiske singlehitliste.